# Flint Fireforge
Flint Fireforge è un personaggio di fantasia creato da Margaret Weis e Tracy Hickman e comparso per la prima volta nella saga Le Cronache di Dragonlance.

## Biografia
Vecchio saggio brontolone della compagnia, Flint Fireforge appartiene alla stirpe dei nani ed è un fabbro e un grande amico di Tanis Mezzelfo, che ha conosciuto quand'era ancora un ragazzo nei suoi pellegrinaggi nelle terre degli elfi, dove si era fatto un nome come fabbricante di giocattoli (la stessa Laurana beneficiò di alcuni balocchi costruiti dal vecchio nano). Intenerito dalla loro innocenza, prende sotto la sua ala protettiva i giovanissimi Raistlin, Caramon e Sturm ed insegna agli ultimi due le strategie del combattimento da mercenari.
Flint ha un sacro terrore delle barche a causa del maldestro Caramon, che un giorno, durante una gita sul lago Crystalmir, rovesciò la barca tentando di prendere un pesce a mani nude e fece quasi affogare il vecchio nano; sostenne inoltre di essere "allergico ai cavalli", provocando l'ilarità di tutti i suoi compagni che lo vedono portarsi in giro un elmo di crine di cavallo senza subire nessun fastidio, solo perché egli è convinto che il pennacchio sia fatto di peli di grifone. Con suo grande scorno, Flint è sempre accompagnato dal piccolo Tasslehoff Burrfoot, che sembra essersi fatto un punto d'onore di farlo tribolare il più possibile: anche se non lo ammetterebbe neanche sotto tortura, il nano è però affezionatissimo al kender, che ricambia il sentimento nella sua maniera un po' bizzarra.
Viaggiando con Tanis Mezzelfo, appena dopo la fuga di quest'ultimo dalla terra di Qualinesti, Flint aiuta il suo giovane amico mezzelfo a smascherare un diabolico complotto nella splendida capitale elfica di Qualinost. Prima di morire, svolge un ruolo determinante nella Guerra delle Lance ritrovando, fra gli abissi della capitale nanesca di Thorbardin, il leggendario Martello di Kharas, artefatto che permise agli ottocento profughi dei campi di prigionia di Pax Tharkas di potersi stabilire a Thorbardin, al sicuro dagli attacchi dei draghi.
Flint farà parte degli Eroi delle Lance, ma non riuscirà a vedere la fine della guerra: stroncato da un attacco cardiaco, sarà accompagnato nell'altro mondo nientemeno che da Fizban in persona. La sua morte lascerà un vuoto incolmabile nel cuore di Tasslehoff, il quale però verrà rassicurato da Fizban sul fatto che Flint veglia sereno seduto sotto il suo albero, scaldandosi le ossa vicino alla forgia di Reorx, aspettando di vedere arrivare all'orizzonte il suo piccolo amico.